# Min Ryoung
Min Ryoung (kor. 민룡; * 14. Juli 1982 in Daegu) ist ein südkoreanischer Shorttracker.
Min gewann bei den Weltmeisterschaften 2000 in Sheffield Gold im Mehrkampf, über 1000 m und über 3000 m. Zudem gewann er im selben Jahr in Székesfehérvár bei den Juniorenweltmeisterschaften ebenfalls Gold im Mehrkampf. Im Folgejahr gewann er Bronze im Mehrkampf in Warschau. Er startete bei den Olympischen Winterspielen 2002 in Salt Lake City mit der Staffel über 5000 m zusammen mit Ahn Hyun-soo, Kim Dong-sung, Lee Seung-jae und Oh Se-jong. Sie wurden jedoch in den Finalläufen disqualifiziert.
Im Shorttrack-Weltcup 2002/03 erreichte er einmal mit der Staffel eine Podiumsplatzierung, als diese in Sankt Petersburg den dritten Platz belegte.